# Les Hommes de la côte (film, 2011)
Pour les articles homonymes, voir Les Hommes de la côte.
Pour plus de détails, voir Fiche technique et Distribution.
Les Hommes de la côte (titre original: The Shore) est un court métrage irlandais réalisé par Terry George et sorti en 2011.
Il a remporté l'Oscar du meilleur court métrage en prises de vues réelles en 2012.

## Synopsis
Le film, inspiré d'un fait réel raconte les retrouvailles de deux amis irlandais après 25 ans de séparation.

## Fiche technique
- Titre original: The Shore
- Réalisation : Terry George
- Production : Oorlagh George
- Musique : David Holmes, Foy Vance
- Image : Michael McDonough
- Montage : Joe Landauer
- Durée : 29 minutes
- Date de sortie : 
  - 26 juin 2011 : Festival du film de Palm Springs
  - 10 février 2012 :  États-Unis
  - 5 juillet 2013 :  France

## Distribution
- Anthony Brophy : Hughie
- Conleth Hill : Paddy
- Packy Lee : Jackie
- Aidan McAteer : Tommy
- Maggie Cronin : Mary
- Ciarán Hinds : Jim
- Kerry Condon : Pat
- Ruth McCabe : Annie
- Lalor Roddy : Josie